# Costa de Caparica
Costa de Caparica è una città portoghese del comune di Almada, con 10.88 km quadrati di estensione e 13.418 abitanti (2011).

## Geografia fisica
Costa de Caparica è delimitata a nord dal territorio di Trafaria, ad est da quelli di Caparica, Sobreda e Charneca de Caparica; a sud dal comune di Seixal, ad ovest dall'Oceano Atlantico.

## Storia
Per lungo tempo Costa de Caparica non fu altro se non un insieme di pantani, di piccoli orti ed una manciata di capanne, essendo conosciuta la zona con i nomi di "Terra de Pescado" e "Costa do Mar".
La più antica iscrizione esistente è datata 1780, quindi si tratta di un nucleo urbano relativamente recente.
I suoi primi abitanti furono pescatori della regione Algarve (estremo sud del Portogallo) e del Distretto di Aveiro (nord del paese) che erano soliti trascorrere in queste spiagge i mesi di ottobre, novembre e dicembre, attratti dalle buone possibilità inerenti al loro lavoro. Con il tempo, qui formarono le proprie famiglie, iniziando così a popolare Costa de Caparica.
Nel XIX sec. la zona iniziò ad attirare la nobiltà di Lisbona che poteva così sfruttare le ampie spiagge affacciate sull'Oceano Atlantico e le lunghe camminate fra le foreste di pino marittimo ed eucalipto. In questo periodo venne costruita anche una residenza destinata ad ospitare il re.
Il 12 febbraio del 1949 venne elevata al rango di freguesia ed il 9 dicembre 2004 è stato concesso lo statuto di città.

## Società

### Evoluzione demografica
| Indicatore | 1991  | 2001   | Variazione % |
| ---------- | ----- | ------ | ------------ |
| Residenti  | 6.913 | 11.712 | 69,4         |
| Famiglie   | 2.499 | 4.795  | 91,9         |
| Alloggi    | 9.759 | 13.265 | 35,9         |
| Edifici    | 2.304 | 3.430  | 48,9         |

## Economia
Grande parte dell'economia si basa sull'industria del turismo. Oltre a questa, esistono la pesca ed il commercio al dettaglio.

### Turismo

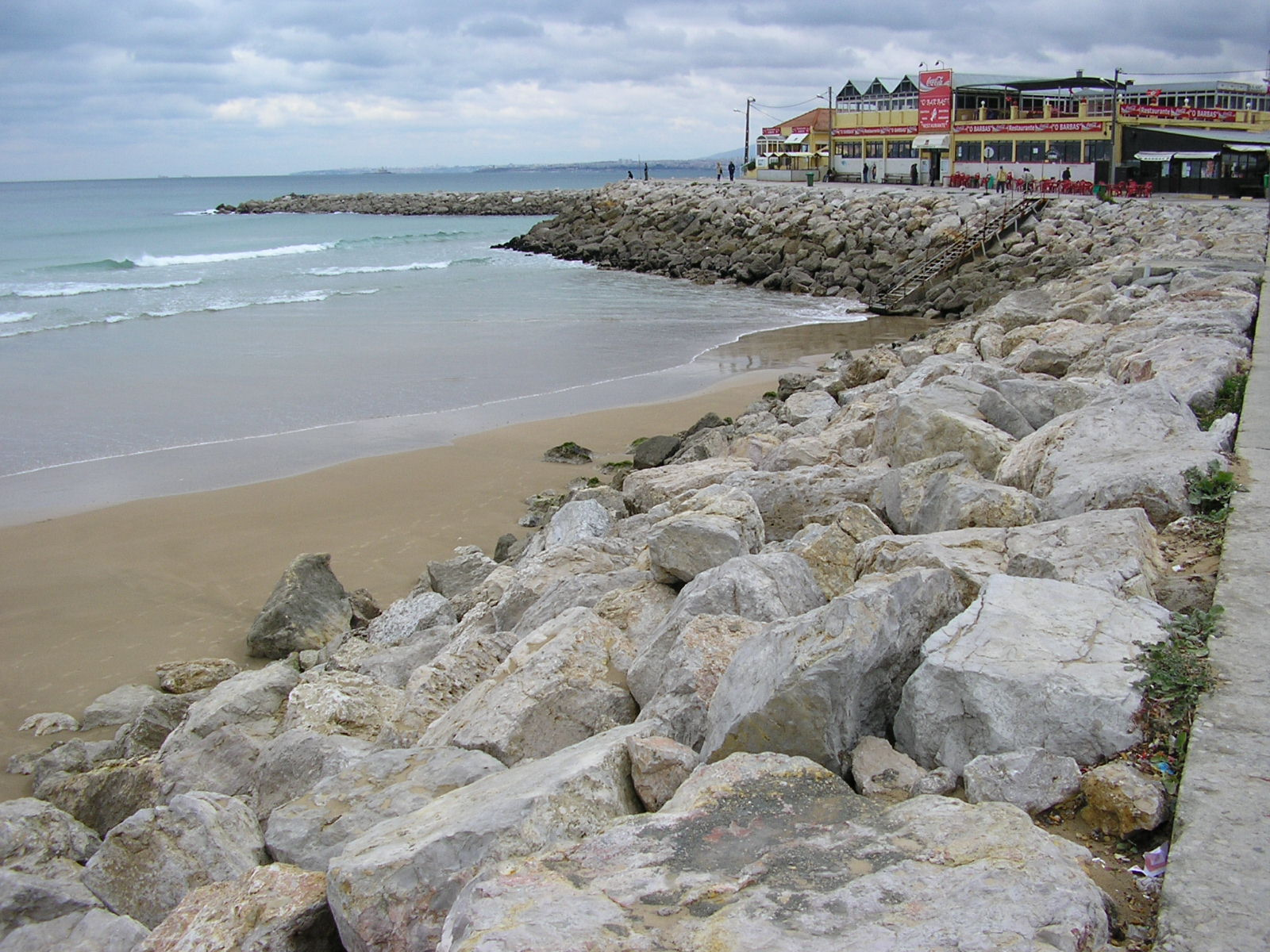
Ristoranti lungo il mare

La vila è ben attrezzata per ricevere i molti turisti che decidono di trascorrere qui le loro vacanze. Esistono 11 hotel e 2 campeggi, oltre ad innumerevoli ristoranti e bar. Ben organizzata, nel periodo primaverile ed estivo, la vita notturna.
Negli ultimi anni particolare rilievo ha assunto la pratica del surf, attiva durante tutto l'anno.
Costa de Caparica può contare della più estesa spiaggia di tutto il Portogallo, ben 13 chilometri di lunghezza. Se si considera anche la continuazione posta al di fuori del territorio della vila (territorio del comune di Sesimbra), la lunghezza della spiaggia raggiunge i 30 km.

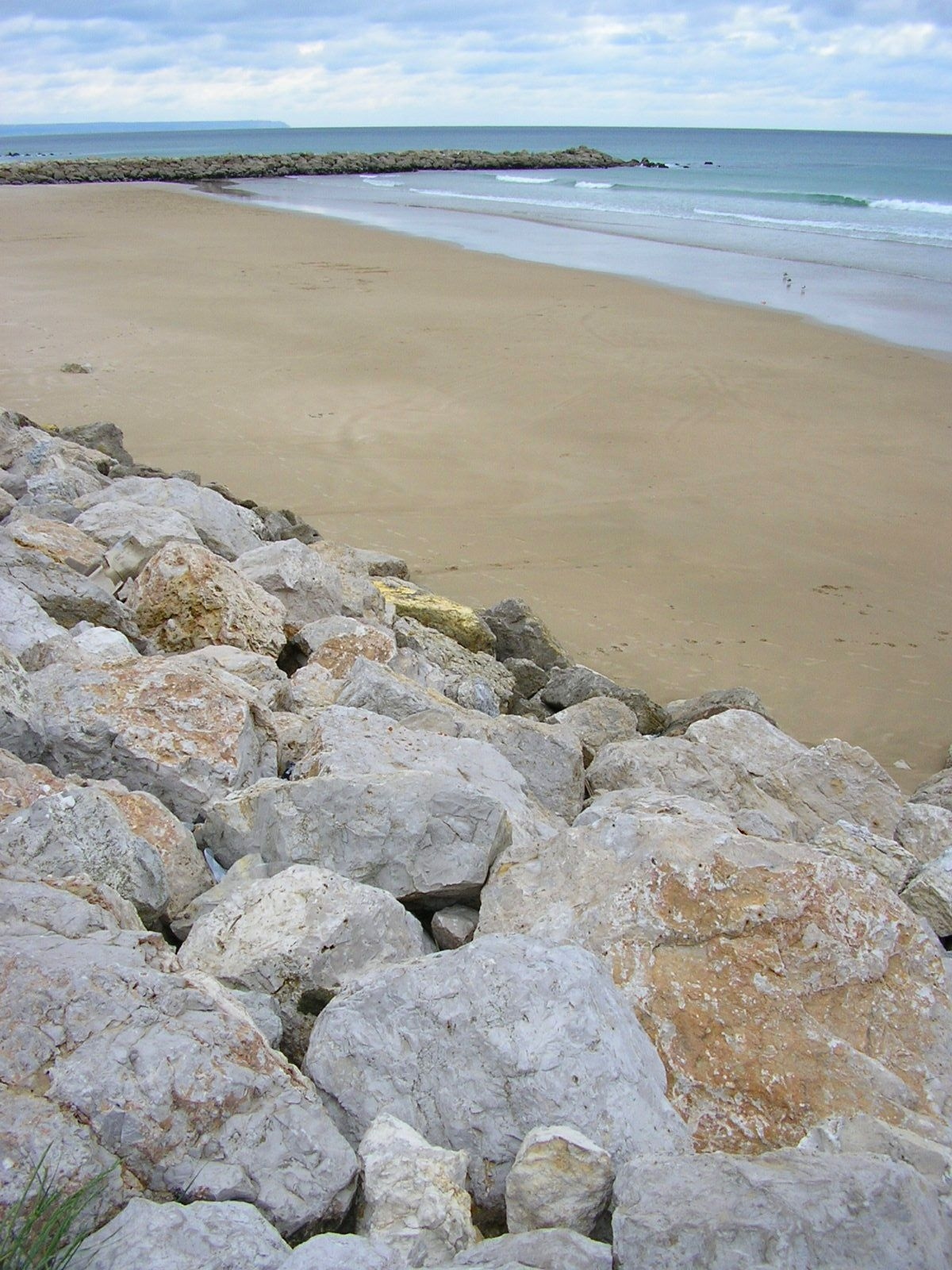
Spiaggia di Costa di Caparica

Queste le principali spiagge:
- Albatroz
- Sol Nascente
- Palmeiras
- Parque
- Sol
- Kontiki
- Maré Viva
- Búzio
- Inatel
- CCl norte
- GNR
- Tarquínio
- Paraíso
- Dragão Vermelho
- Delicias da Praia
- Bexiga
- Praia Nova
- Praia Nova
- Calaia
- Nova Praia
- Praia da Saúde
- Golfinho
- CCl- Sul
- Cornélia
- Sfuap
- Mata
- Ponte
- Banheiro
- Rivieira
- Oásis
- Rainha
- Tropical
- Castelo
- Bolina
- Rouxinol
- Cabana do Pescador
- Princesa
- Rei
- Dunas
- Morena
- Sereia
- Infante
- Tartaruga
- Nova Vaga
- Bela Vista
- Terminus
- Americano
- Centro
- Cabana Bar
- Rampa
- Lareira
- Óh-Ti-João
- Sueste
- Piscinas

### Artigianato
La produzione artigianale si basa soprattutto sulla costruzione di modelli di barche.

## Infrastrutture e trasporti
Autostrada A2 o Strada Nazionale N10; da Almada imboccare la A38 (IC20) sino all'ultima uscita (Costa de Caparica).
Con i mezzi pubblici si possono utilizzare i traghetti che uniscono Lisbona a Cacilhas e da qui (di fronte al punto di attracco) il servizio regolare di autobus che porta a destinazione.
Esistono anche linee di autobus che, con buona frequenza giornaliera, da Lisbona (stazione di Areeiro) portano direttamente a Costa de Caparica.

## Gastronomia
I piatti tipici rispecchiano quella che per secoli è stata l'attività principale di Costa di Caparica: la pesca.
Quindi ricette a base di prodotti ittici fra cui segnaliamo la zuppa di pesce, la zuppa di frutti di mare, la sardina alla griglia.

## Feste
- Festa di San Giovanni Battista (24 giugno);
- Fiera dell'Artigianato, dal 15 luglio al 6 di settembre.

## L'area protetta dell'Arriba Fossil
Questa zona protetta deve il suo nome all'esistenza di una arriba (termine che potremmo impropriamente tradurre con l'italiano "altopiano") fossile che si estende lungo 13 chilometri parallelamente alla linea di costa, dalla città di Trafaria sino alla Lagoa de Albuferia (comune di Seixal).
Deve il suo aspetto caratteristico all'azione erosiva del mare durante il Quaternario e del vento e dell'acqua successivamente, arrivando ad un dislivello rispetto al mare di 70 metri.
Geologicamente è formata per una successione di strati sub-orizzontali di rocce sedimentarie, spesso con contenuto fossile la cui età oscilla fra il Miocene Medio (15 milioni di anni) sino ad oggi.
La fauna fossile si caratterizza per essere di origine fluviale e marina, dove si distaccano i lamellibranchi, i gasteropodi e pesci miocenici tropicali e sub-tropicali; segno di antiche correnti marine calde.
La fauna è caratterizzata dalla presenza di pernici Alectoris rufa, di conigli Oryctogalus cuniculus, di volpi Vulpes vulpes, del rospo corridore Bufo bufo, dalla salamandra dalle macchie gialle Salamandra salamandra e da numerosi micromammiferi.
È area protetta dal 22 maggio 1984.

## La Mata dos Medos
La Mata dos Medos (letteralmente "Il Bosco delle Dune") è oggi parte integrante della Arriba Fossil, ma da questa si diversifica nettamente. Innanzitutto per l'origine: il bosco non è naturale ma fu fatto "costruire" dal re D.João V, che regnò dal 1706 al 1750, per proteggere i terreni agricoli dell'interno dall'avanzata delle dune.
Per questo, mentre nella Arriba domina l'acacia, qui è il pino marittimo Pinus pinea (albero che può raggiungere i 25-30 metri di altezza) che si distingue.
Dal 1971 la Mata dos Medos è classificata come Riserva Botanica.

## Sport
Queste sono le principali associazioni sportive della freguesia:
- Grupo Desportivo dos Pescadores da Costa de Caparica
- Grupo Desportivo Terras da Costa
- Sport União Caparica
- Clube Motar da Costa de Caparica
- Núcleo Sportinguista da Costa de Caparica
- Clube dos Amigos do Rugby da Costa de Caparica